# Carlo Rognoni (agronomo)
Carlo Rognoni (Vigatto, 23 marzo 1829 – Panocchia, 28 settembre 1904) è stato un agronomo italiano.

## Biografia
Nacque a Vigatto in una famiglia legata all'agricoltura.

### L'attività didattica
Laureato in chimica all'Università degli Studi di Parma dopo un periodo trascorso come assistente alla cattedra di chimica, nel 1874 divenne docente della cattedra di Agraria e di Contabilità agraria al Regio Istituto Tecnico Macedonio Melloni di Parma di cui, tra il 1874 e il 1902, ne diresse l'annesso Podere sperimentale voluto dall'Amministrazione Provinciale.
Grazie ai suoi insegnamenti, dalla scuola uscirono, tra la fine del XIX secolo e l'inizio del Novecento, diversi dirigenti e tecnici che in tutta Italia trovarono posto nelle nascenti istituzioni agrarie come le Cattedre di Agricoltura, le Stazioni sperimentali agrarie, i consorzi agrari e altri enti agricoli.

### L'innovazione nell'agricoltura
Dal 1865 nel suo podere "La Mamiana" di Panocchia portò avanti prove agricole sperimentali, specialmente sulla coltivazione del pomodoro, di cui aveva iniziato e diffuso in tutta la provincia di Parma la produzione con indirizzo industriale, e dal 1869  la coltivazione della barbabietola da zucchero. Rognoni fu il primo ad introdurre la Solanaceae nella rotazione delle colture biennale del proprio podere con il granoturco e il frumento.
In collaborazione con Giuseppe Ferrari ideò il sistema di preparazione del terreno e un sistema di coltivazione con filo di ferro e pali di sostegno per le piante, detta "alla genovese" che ebbe applicazione fino a dopo la seconda guerra mondiale quando, dagli Stati Uniti d'America, vennero importate varietà di pomodoro in grado di sostenersi da sole. Con queste innovazioni riuscì ad ottenere risultati produttivi senza precedenti con raccolti di pomodoro oltre i 400 quintali per ettaro.
Con la coltivazione in pieno campo Rognoni voleva produrre la materia prima per la trasformazione del pomodoro in concentrato e in salsa.

La coltura, grazie al suo esempio, ebbe larga diffusione in tutto il territorio parmense. Di conseguenza si sviluppò l'industria conserviera, come si evince dalle iscrizioni alla locale Camera di commercio: quattro nel 1893, cinque nel 1894, undici nel 1896, negli anni venti arrivarono ad oltre 60 e nel 1922 nacque a Parma la Stazione Sperimentale per l'Industria delle Conserve Alimentari. Insieme ai seguaci e collaboratori Carlo Rognoni si può quindi considerare il fondatore di quest'industria.

### La divulgazione
Nel 1866 vennero costituiti i Comizi agrari e Rognoni fu tra i fondatori di quello di Parma il 17 luglio 1867, ne fu direttore tecnico e dal 1870 fino alla morte ne ricoprì le cariche di vice presidente e poi presidente.
Rognoni fu un eccellente divulgatore con i suoi scritti e gli interventi sul Bollettino del Comizio (1870-1902), L'Avvenire Agricolo, bollettino del Consorzio Agrario e dell'Ispettorato Provinciale dell'Agricoltura, L'agricoltore (1857-1859, annuario). Fu un innovatore dell'agricoltura italiana, precursore di un più vasto movimento di rinnovamento che ebbe grandi maestri come Tito Poggi, Antonio Bizzozero e Stanislao Solari.
Conoscitore delle peculiarità del territorio, si oppose, senza successo, all'introduzione della razza bovina Bruna Alpina, in sostituzione della razza Formentina.

### L'impegno amministrativo
Carlo Rognoni ricoprì diversi incarichi amministrativi pubblici, fu sindaco di Vigatto e membro di diverse amministrazioni, consigliere e assessore del comune di Parma e consigliere provinciale.
Nel 1860, quando venne fondata la Cassa di Risparmio di Parma fu nominato tra i direttori supplenti.
Nel 1861 fu tra i membri del Comitato provinciale di Parma per l'Esposizione Italiana di Firenze.
Nel 1862 fu incaricato dal Comune di Parma di recarsi a Londra per visitare l'Esposizione internazionale sull'agricoltura inglese, di cui lasciò un'apprezzata relazione dalla quale furono tratte utili nozioni applicabili all'agricoltura locale.

### La morte
Carlo Rognoni morì nella sua casa di Panocchia il 28 settembre 1904 all'età di 75 anni.

## Opere
- Parole sulla Esposizione di Londra del 1862 e sull'agricoltura inglese dette nel Comizio agrario parmense il 15 dicembre 1852, Tip. Cavour, Parma, 1862, 14 pp.
- Sull'antica agricoltura parmense, saggio storico, Grazioli, Parma, 1865, 80 pp.
- Raccolta proverbi agrari del parmigiano, Grazioli, Parma, 1866, 30 pp.
- Sulla grandine della provincia di Parma, Grazioli, Parma, 1867, 28 pp.
- Saggi di un libro inedito su l'agricoltura piacentina, Strenna del comizio agrario di Parma, Ferrari, Parma, 1869, 47 pp.
- Istruzioni pratiche per la solforazione delle viti con giunta di C. Rognoni., Sarzi, Parma, 1870, 32 pp.
- Raccolta proverbi agrari e meteorologici del parmigiano, Ferrari, 2ª ed., Parma, 1881, 38 pp.
- Contabilità agraria. Nozioni elementari sul modo di tenere i conti d'un'azienda rurale, Ferrari, Parma, 1880, 39 pp.
- Conferenza sulla fillossera, Ferrari, Parma, 1880, 25 pp.
- Storia di un podere, Ferrari, Parma, 1881, 41 pp.
- Intorno ai concimi chimici, Ferrari, Parma, 1885, 44 pp.
- Memoriale al Concorso Regionale del Comizio Agrario Parmense, Ferrari, Parma, 1887, 39 pp.
- La coltivazione del pomodoro nel podere sperimentale del R. Istituto Tecnico di Parma, Ferrari, Parma, 1887, 8 pp.
- Intorno ai concimi chimici, Ferrari, 2ª ed., Parma, 1889, 44 pp.
- Contabilità agraria. Nozioni elementari sul modo di tenere i conti d'un'azienda rurale, Ferri e Pellegrini, 2ª ed., Parma, 1890, 39 pp.
- Sull'invasione della peronospora del 1889, Ferrari, Parma, 1890, 29 pp.
- Note meteorologiche per la climatologia parmense, Ferrari, Parma, 1892, 52 pp.
- Guida teorico pratica sui concimi chimici, Parma, 1893, 45 pp.
- Documenti per la storia delle risaie parmensi, Ferrari, Parma, 1894, 31 pp.
- Per la storia del formaggio grana: documenti, Ferrari, Parma, 1896, 37 pp.
- Sull'antica agricoltura parmense, saggio storico, Ferrari, Nuova ed. riveduta e ampliata dall'autore, Parma, 1897, 129 pp.
- Contabilità agraria. Nozioni elementari sul modo di tenere i conti d'un'azienda rurale, Pellegrini, 3ª ed., Parma, 1901, 39 pp.
- Malattie della vite. Strenna per l'anno 1902, Ferrari, Parma, 1902, 12 pp.
- Raccolta di proverbi agrari e meteorologici del Parmigiano, a cura di Dante Salsi, presentazione di Giovanni Petrolini, «L'Avvenire Agricolo», Tip. Grafica Emiliana, Parma, 1969,  47 pp.[6]